# Kakau (Soltendieck)
Kakau ist ein Ortsteil der Gemeinde Soltendieck in der Samtgemeinde Aue im niedersächsischen Landkreis Uelzen. 

## Geografie und Verkehrsanbindung
Der Ort liegt südöstlich des Kernortes Soltendieck und nordöstlich des Kernortes Bad Bodenteich.
Nördlich verläuft die B 71. 
Die Landesgrenze zu Sachsen-Anhalt verläuft südlich. Nachbarort in Sachsen-Anhalt ist die Gemeinde Dähre im Altmarkkreis Salzwedel.